# Gourgue
Gourgue ist eine französische Gemeinde mit 60 Einwohnern (Stand 1. Januar 2022) im Département Hautes-Pyrénées in der Region Okzitanien (vor 2016: Midi-Pyrénées). Sie gehört zum Arrondissement Bagnères-de-Bigorre und zum Kanton La Vallée de l’Arros et des Baïses.
Die Einwohner werden Gourgais und Gourgais genannt.

## Geographie
Die Gemeinde Gourgue liegt am Arros, circa zwölf Kilometer nordöstlich von Bagnères-de-Bigorre und zwölf Kilometer westlich von Lannemezan in der historischen Vizegrafschaft Nébouzan.
Umgeben wird Gourgue von den vier Nachbargemeinden:
|             |                                             | Ricaud   |
| Chelle-Spou | Kompassrose, die auf Nachbargemeinden zeigt |          |
| Artiguemy   |                                             | Mauvezin |

## Einwohnerentwicklung

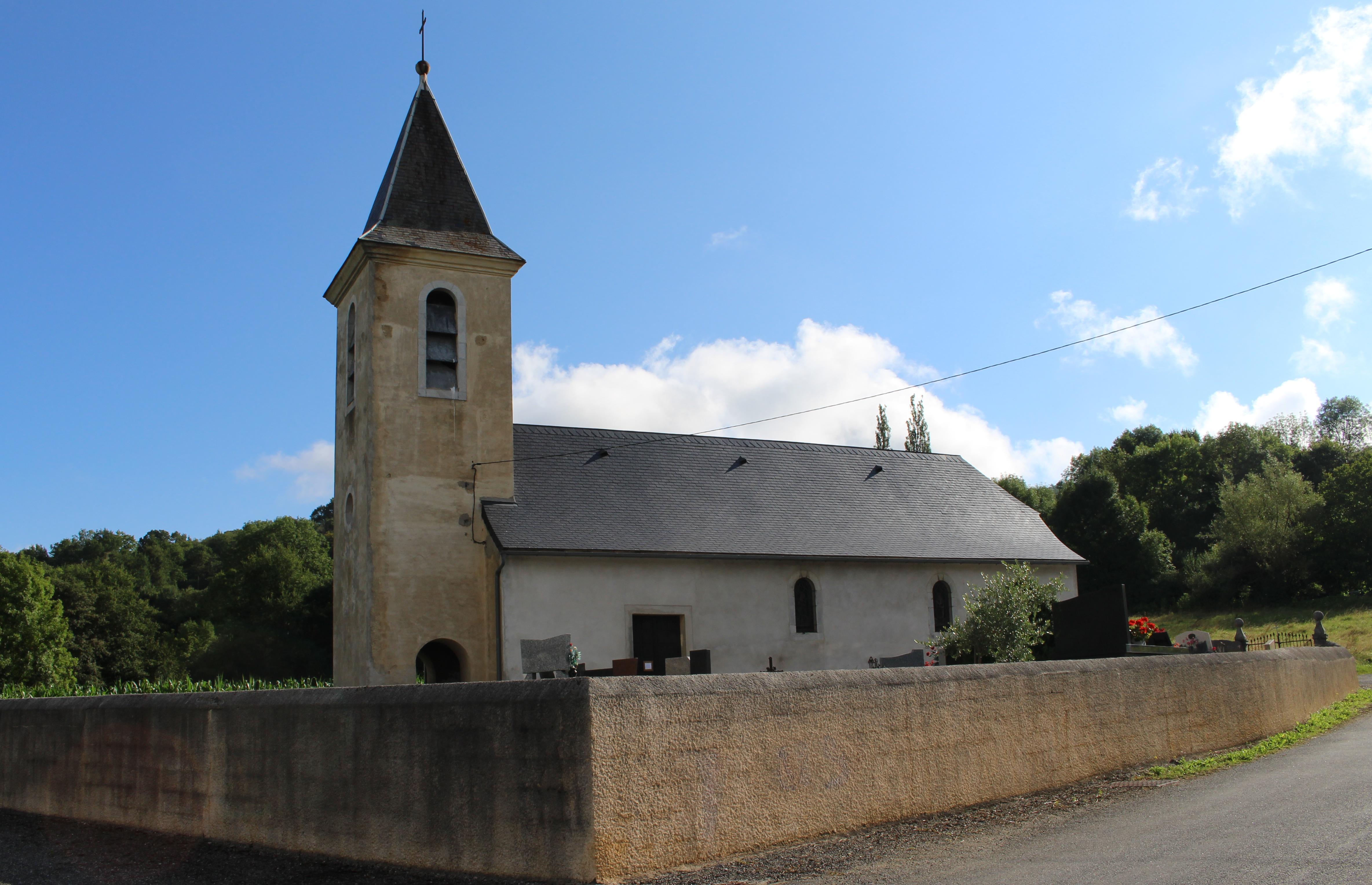
Pfarrkirche de l’Assomption

Nach Beginn der Aufzeichnungen stieg die Einwohnerzahl bis zur zweiten Hälfte des 19. Jahrhunderts auf einen Höchststand von rund 185. In der Folgezeit sank die Größe der Gemeinde bei zwischenzeitlichen Erholungsphasen bis zu den 1960er Jahren auf rund 45 Einwohner, bevor sie sich auf diesem Niveau stabilisierte. Seit dem Beginn des 21. Jahrhunderts ist eine leichte Aufwärtstendenz zu verzeichnen.
| Jahr      | 1962 | 1968 | 1975 | 1982 | 1990 | 1999 | 2006 | 2011 | 2022 |
| --------- | ---- | ---- | ---- | ---- | ---- | ---- | ---- | ---- | ---- |
| Einwohner | 43   | 47   | 43   | 48   | 52   | 44   | 44   | 52   | 60   |

## Sehenswürdigkeiten
- Pfarrkirche de l’Assomption

## Wirtschaft und Infrastruktur
Gourgue liegt in den Zonen AOC der Schweinerasse Porc noir de Bigorre und des Schinkens Jambon noir de Bigorre.

### Verkehr
Gourgue ist über die Routes départementales 14, 81 und 120 erreichbar.